# Wilfried-Rasch-Klinik
Die Wilfried-Rasch-Klinik in Dortmund (auch: LWL-Klinik für Forensische Psychiatrie Dortmund) ist eine Klinik für Forensische Psychiatrie im Dortmunder Stadtteil Aplerbeck und dient dem Maßregelvollzug männlicher Straftäter mit Psychosen und Persönlichkeitsstörungen. Der Zuständigkeitsbereich liegt im Bezirk des Landgerichts Dortmund. Die Klinik wurde 2006 als erste von sechs neuen forensischen Kliniken in Nordrhein-Westfalen mit dem „gesetzlichen Auftrag der Besserung und Sicherung psychisch kranker und suchtkranker Straftäter“ eröffnet. Klinikträger ist der Landschaftsverband Westfalen-Lippe (LWL). Namensgeber für die Klinik war der deutsche forensische Psychiater Wilfried Rasch.

## Forensik
In der Abteilung werden psychisch kranke Straftäter aus dem Landgerichtsbezirk Dortmund behandelt. Die Patienten sind in Wohngruppen untergebracht. Das Gebäude ist elektronisch und baulich gegen Ausbrüche gesichert.

## Kritik
Nach Bekanntgabe der Baupläne regte sich zunächst Protest in der Bevölkerung. Insbesondere die Sorge vor Ausbrüchen war groß. Trotz der anfänglichen Kritik ist die Klinik in der Bevölkerung mittlerweile akzeptiert. Weitere Ausbaupläne werden jedoch weiterhin kritisch gesehen.